# Mikołaj Kozakiewicz

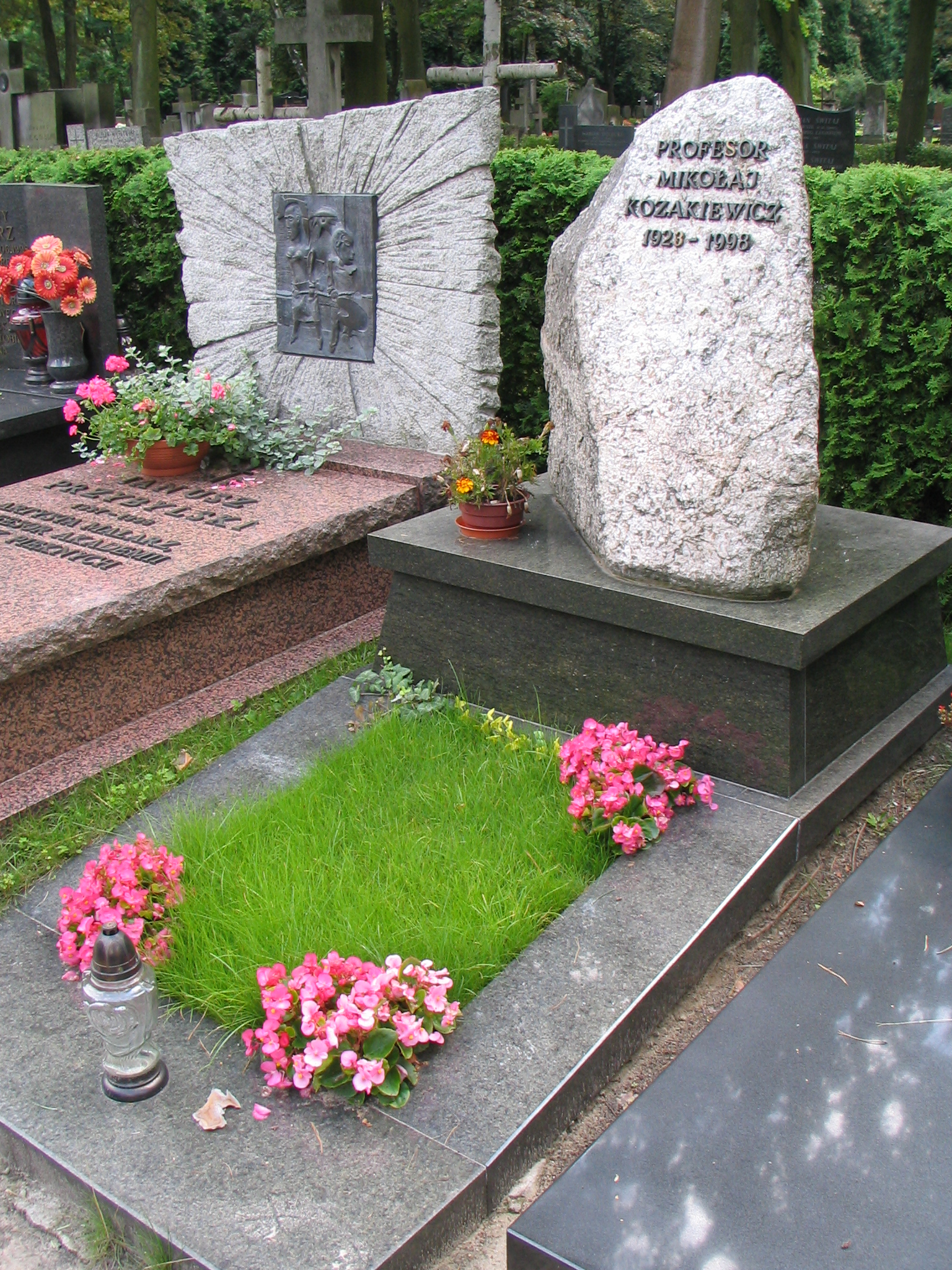
Grób Mikołaja Kozakiewicza na Cmentarzu Wojskowym na Powązkach w Warszawie

Mikołaj Kozakiewicz (ur. 24 grudnia 1923 w Albertynie, zm. 22 listopada 1998 w Warszawie) – polski socjolog, polityk i publicysta, profesor nauk humanistycznych, autor kilkudziesięciu książek z zakresu seksuologii, socjologii wychowania i oświaty. Marszałek Sejmu X kadencji, poseł na Sejm PRL IX kadencji, Sejm kontraktowy i Sejm I kadencji (1985–1993).

## Życiorys

### Wykształcenie i działalność zawodowa
Urodził się w województwie nowogródzkim. Uczył się w szkołach w Wilnie, w latach 1945–1947 pracował jako nauczyciel wiejski, a w 1950 ukończył studia na Wydziale Filozoficznym Uniwersytetu Warszawskiego. W okresie 1950–1951 był nauczycielem i dyrektorem w Liceum Ogólnokształcącym w Izbicy Kujawskiej. Od 1951 do 1955 był sekretarzem redakcji „Głosu Nauczycielskiego”. W latach 1956–1970 pracował jako kierownik działu miesięcznika Naczelnego Komitetu Zjednoczonego Stronnictwa Ludowego „Wieś Współczesna”. W okresie 1957–1969 zasiadał w Prezydium Towarzystwa Szkoły Świeckiej, a od 1970 do 1974 był wiceprzewodniczącym Zarządu Głównego Towarzystwa Krzewienia Kultury Świeckiej. W 1963 obronił doktorat z socjologii na UW, po czym podjął pracę w Polskiej Akademii Nauk. Od 1967 do 1971 był adiunktem w Zakładzie Badań Rejonów Uprzemysłowionych PAN, następnie w latach 1971–1989 pracownikiem naukowym w Instytucie Rozwoju Wsi i Rolnictwa. W 1972 uzyskał habilitację. W 1979 otrzymał tytuł profesora nadzwyczajnego i został profesorem nadzwyczajnym, a w 1984 został profesorem zwyczajnym.

### Działalność polityczna
W 1947 wstąpił do Stronnictwa Ludowego, a po jego połączeniu z Polskim Stronnictwem Ludowym w 1949 znalazł się w szeregach ZSL. W 1982 został członkiem prezydium Tymczasowej Rady Krajowej Patriotycznego Ruchu Odrodzenia Narodowego. Sprawował mandat posła na Sejm PRL w latach 1985–1989, uczestniczył w obradach plenarnych Okrągłego Stołu. W wyborach 4 czerwca 1989 jako jedyny obok Adama Zielińskiego uzyskał mandat posła na Sejm X kadencji w ramach 35-osobowej listy krajowej, obejmującej czołowych działaczy ówczesnej władzy. W Sejmie kontraktowym 4 lipca 1989 objął stanowisko marszałka Sejmu, które zajmował do końca kadencji w 1991. Po zakończeniu działalności ZSL został działaczem Polskiego Stronnictwa Ludowego i zasiadał w Sejmie I kadencji z jego listy. W 1993 po konflikcie z prezesem partii Waldemarem Pawlakiem zrezygnował z ubiegania się o reelekcję. W styczniu 1998 został członkiem rady założycielskiej Partii Ludowo-Demokratycznej.

### Działalność społeczna i publicystyczna
Członek Towarzystwa Świadomego Macierzyństwa i Towarzystwa Planowania Rodziny. Popularyzował antykoncepcję, bronił legalności aborcji, praw homoseksualistów i chorych na AIDS. Popierał legalizację miękkich narkotyków. W 1995 był jednym z założycieli oraz honorowym prezesem Stowarzyszenia Otwarte Drzwi, pozarządowej organizacji działającej na rzecz osób wykluczonych społecznie.
Był autorem publikacji w językach polskim, angielskim, niemieckim, francuskim, kilkunastu prac naukowych, a także ponad 20 prac popularnonaukowych z zakresu socjologii wychowania i oświaty oraz filozofii wychowania, jak również cyklu felietonów Z księgi zakazów publikowanych w „Trybunie”. Napisał także wspomnieniową książkę Byłem marszałkiem kontraktowego… (1991).

## Życie prywatne
Był żonaty z Weroniką Merc-Kozakiewicz, miał dwoje dzieci (Daniela i Dominikę).
Został pochowany na Powązkach Wojskowych w Warszawie (kwatera A3 tuje-3–34).

## Publikacje
- Małżeństwo niemal doskonałe, Warszawa 1973.
- Najdziwniejsi rodzice, najdziwniejsze dzieci, Warszawa 1973.
- O miłości prawie wszystko, Warszawa 1973.
- Raport o dostępie młodzieży wiejskiej do kształcenia na różnych szczeblach szkolnictwa (współautor), Warszawa 1973.
- Zanim staniecie się kobietami, Warszawa 1973.
- Nowoczesność nauczycieli polskich, Warszawa 1974.
- Zaproszenie do rozmowy: o seksie, o konfliktach, o dojrzewaniu, o kompleksach, o takcie, o partnerstwie, o katastrofach wychowawczych, Warszawa 1979.
- Gdy miłość dojrzewa, Warszawa 1984.
- Nieoczekiwana Ameryka, Warszawa 1985.
- Oświata i wychowanie wobec zmian społecznych, Warszawa 1985.
- Przewodnik po młodości (współautor), Warszawa 1986.
- Co śmiem sądzić, Warszawa 1987.
- Kobieto ty wieczna istoto, Szczecin 1987.
- Edukacja na wsi, Warszawa/Kraków 1989.
- Byłem marszałkiem kontraktowego…, Warszawa 1991.
- Słowniczek o miłości i seksie, Warszawa 1995.
- Wieś i rolnictwo w badaniach społeczno-ekonomicznych. Księga jubileuszowa IRWiR PAN: lata 1971–1996 (red.), Warszawa 1996.
- Wychowanie seksualne i planowanie rodziny w Polsce (red.), Warszawa 1997.

## Odznaczenia i wyróżnienia
W 1993 uhonorowany został przez prezydenta Lecha Wałęsę Krzyżem Wielkim Orderu Odrodzenia Polski. Był odznaczony również Krzyżem Komandorskim, Oficerskim i Kawalerskim Orderu Odrodzenia Polski oraz Medalem Komisji Edukacji Narodowej. W 1998 został laureatem Medalu Zasłużony dla Tolerancji.